# Корневский
Корневский — посёлок в Почепском районе Брянской области в составе Польниковского сельского поселения.

## География
Находится в центральной части Брянской области на расстоянии приблизительно 14 км на северо-запад по прямой от районного центра города Почеп.

## История
Упоминается с 1920-х годов. На карте 1941 года отмечен как Корнеевский с 11 дворами.

## Население
Численность населения: 13 (русские 100 %) в 2002 году, 4 в 2010.